# Gonzo (muppet)
Pour les articles homonymes, voir Gonzo.
Gonzo est un personnage du Muppet Show, casse-cou qui fait tout pour se faire remarquer. Il apparaît à la fin du générique (1977) avec une trompette mal embouchée. À chaque fin de générique d'ouverture, il tente de jouer la note finale mais sa tentative se voit à chaque fois entravée par quelque avatar, ce qui constitue le premier gag de l'épisode.